# کوتین
کوتین (به هلندی: Cothen) یک منطقهٔ مسکونی در هلند است که در ویک بی‌دورستیده واقع شده‌است. کوتین ۳٬۰۰۰ نفر جمعیت دارد.